# José Domínguez Bécquer
José María Domínguez Insausti, más conocido como José Domínguez Bécquer (Sevilla, 22 de enero de 1805-Sevilla, 28 de enero de 1841), fue un pintor costumbrista español, padre del famoso poeta Gustavo Adolfo Bécquer y del pintor Valeriano Domínguez Bécquer

## Biografía
Hacia 1588 el católico Enrique Bécquer se trasladó con sus hijos Miguel y Adán desde la ciudad alemana de Moers, muy disputada durante la guerra de los Ochenta Años, hasta Sevilla. Miguel se casó con Catalina Vants, de origen flamenco, y Adán con Margarita del Ciervo. De la importancia de esta familia entonces da fe que ambos hermanos fueran enterrados en una capilla propia de la catedral de Sevilla adquirida en 1622. Para el siglo XVIII, sin embargo, la familia ya había perdido toda fortuna y notoriedad, aunque no el orgullo y recuerdo de su ilustre ascendencia. Y en el siglo XIX uno de sus descendientes, el sevillano Antonio Domínguez Bécquer, se casó con María Antonia Insausti, de Lucena; bautizaron al futuro pintor el 24 de agosto de 1805 en la iglesia de San Esteban, con el nombre de José María Vicente Miguel Rafael Bernardo. José empezó a emplear el apellido Bécquer en su partida de casamiento y, más tarde en la firma de sus cuadros para reivindicar su origen familiar. Pasó algo similar con su primo y discípulo Joaquín Domínguez Bécquer y con dos de sus propios hijos, el también pintor Valeriano Bécquer  y el escritor Gustavo Adolfo Bécquer, que no usaron el apellido Domínguez.

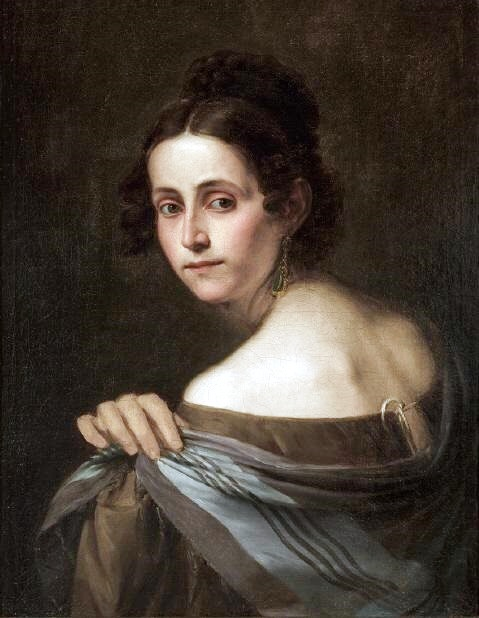
Retrato de Joaquina de Bastida y Vargas, realizado por su marido, José Domínguez Bécquer. Museo de Bellas Artes de Sevilla.

Se formó como pintor en la Real Escuela de Tres Nobles Artes de Sevilla, donde también fue alumno Antonio María Esquivel, que fue su amigo y padrino de boda. Siendo ya pintor de profesión, José se casó el 24 de febrero de 1827 con Joaquina Bastida y Vargas en la iglesia de San Lorenzo. Tuvo los siguientes hijos: Eduardo (1828), Jorge Félix (1832), Valeriano (1833), Gustavo Adolfo (1836), Ricardo (fecha desconocida), Alfredo (fecha desconocida) y José (hijo póstumo, nacido en 1841).
José Domínguez murió de un paro cardíaco. Al año siguiente, falleció su esposa, por la misma causa.
En 1830 figura que estaba vinculado a la Academia de Bellas Artes de Sevilla. La casa y el estudio del pintor estaban en el número 9 de la calle Ancha de San Lorenzo, que en la actualidad se corresponde con el número 26 de la calle Conde de Barajas. Su primo, Joaquín, vivió con ellos y continuó con el estudio de pintura tras la muerte de José. José anotó, entre 1837 y 1841, absolutamente todo lo que se gastaba en su taller, sus clientes, sus alumnos y otros datos en su libro de cuentas.
El pintor inglés David Roberts residió en Sevilla entre diciembre de 1832 y septiembre de 1833. En esta etapa conoció a varios pintores, entre los que estaban José Domínguez Bécquer y Antonio Cabral Bejarano. El cónsul británico en Sevilla, Julian Williams, era coleccionista de pintura española. Por ello, muchos pintores sevillanos visitaban el consulado y acudían a las tertulias que Julian organizaba. Julian Williams se reunía con jóvenes artistas a comienzos de la década de 1830, acogía a visitantes extranjeros y los ponía en contacto con los artistas locales. Julian Williams y John Brackenbury, cónsul en Cádiz, fueron clientes de José Domínguez Bécquer. Richard Ford pasó en Sevilla seis meses entre 1830 a 1833. Se instaló en una casa alquilada en la plaza de San Isidoro. John Frederick Lewis también pasó una etapa en Sevilla, en la casa del hispanista, dibujante y coleccionista de arte Richard Ford y su esposa. Richard Ford y John Frederick Lewis también mantuvieron relación con José Domínguez Becquer. Otro artista local que acudía habitualmente al consulado de Williams fue Jenaro Pérez de Villaamil.
Pérez de Villaamil dirigió la ilustración de la obra España artística y monumental, en la que participó José Domínguez Bécquer.

## Obra

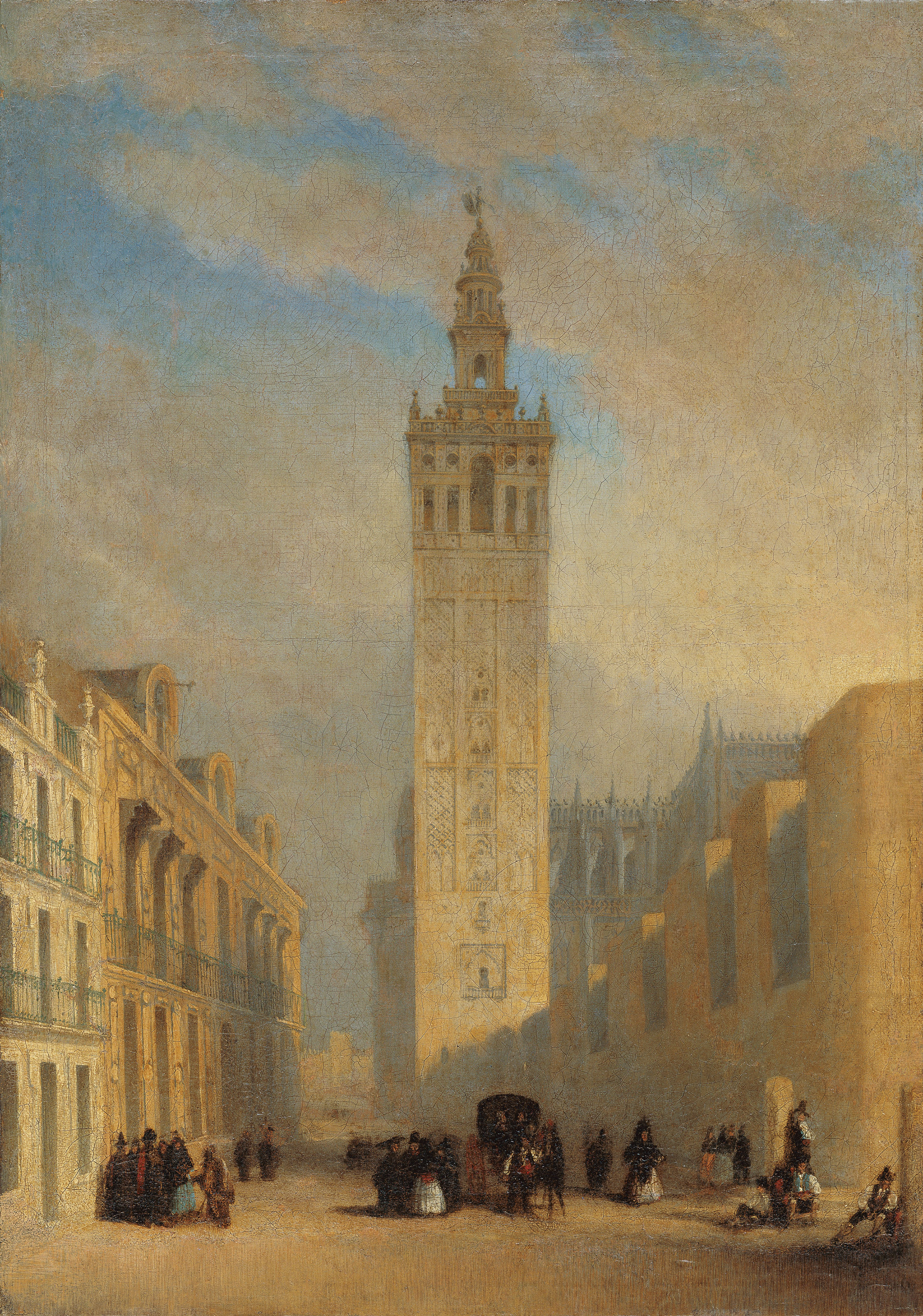
La Giralda (c. 1836), Museo Carmen Thyssen Málaga.

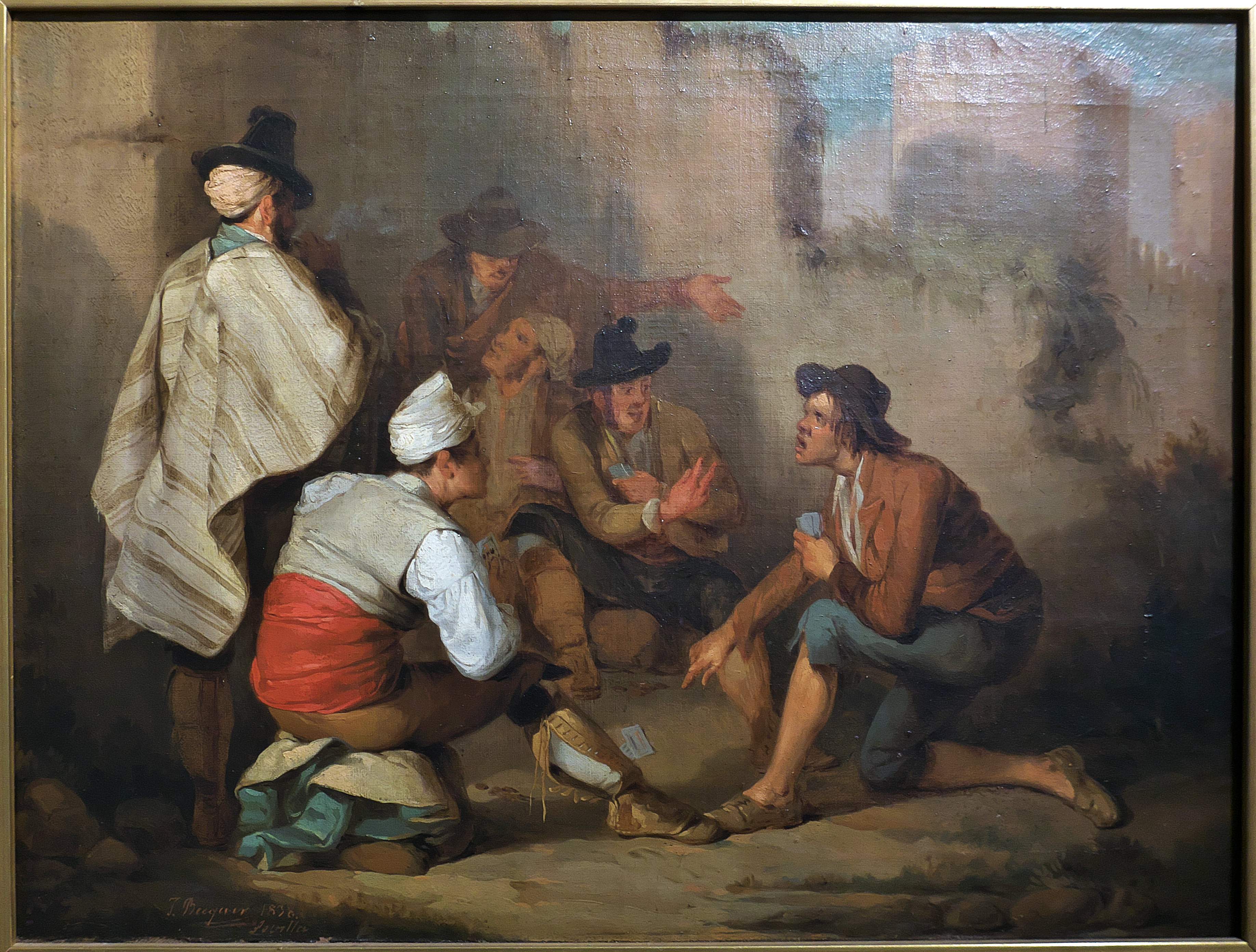
Partida de naipes (1838), Museo Bellver.

### Álbumes de dibujo
- Diciembre de 1828-1840. Álbum de dibujos originales a lápiz, carboncillo y sanguina. Algunos están repasados con tinta sepia. Incluye dibujos durante su estancia en Aracena (1835) y Cádiz (1836).[16][17]
- 1838-1840. Álbum de dibujos originales a lápiz, carboncillo y sanguina. Algunos están repasados con tinta sepia.[17]
- 1836-1841. Álbum de dibujos originales a lápiz, carboncillo, sanguina, acuarela y aguada. Algunos están repasados con tinta sepia.[17]
- 1837-1840. Álbum de dibujos originales a lápiz, carboncillo y sanguina. Algunos están repasados con tinta sepia. En la portada del álbum pone "Estudios por J. D. Bécquer".[18]

Siguiendo la moda, Bécquer hizo dibujos para que otras personas tuvieran álbumes con dibujos de artistas. Para el álbum de María Perinat y Ochoa hizo:
- 1838. Una dama y un caballero.[18]
- 1839. Caballeros, damas y celestinas.[19]

### Acuarelas y aguadas
Realizó las siguientes acuarelas y aguadas:
- 1832. Richard Ford vestido de majo. Colección de Brinsley Ford. Londres.
- 1833. Un valenciano.
- 1833. Maja tapándose.
- C. 1834. Richard Ford vestido de majo. Colección de Brinsley Ford. Londres.
- 1834. Majo tocando la guitarra.
- 1834. Maja o Mujer con mantilla. Colección de Antonio Reina Gómez. Sevilla.
- 1836. Maja con manteleta. Gabinete de Dibujos, Estampas y Fotografías del Museo del Prado. Madrid.
- 1836. Majo. Gabinete de Dibujos, Estampas y Fotografías del Museo del Prado.
- 1836. Sevillana cantando y tocando la guitarra. Gabinete de Dibujos, Estampas y Fotografías del Museo del Prado.
- 1836. Andaluza con mantilla. Gabinete de Dibujos, Estampas y Fotografías del Museo del Prado.
- 1836. Señora sentada con mantilla. Gabinete de Dibujos, Estampas y Fotografías del Museo del Prado.
- 1836. Contrabandista. Gabinete de Dibujos, Estampas y Fotografías del Museo del Prado.
- 1836. Andaluz. Gabinete de Dibujos, Estampas y Fotografías del Museo del Prado.
- 1836. Maja. Gabinete de Dibujos, Estampas y Fotografías del Museo del Prado.
- 1837. Bandido con trabuco. Colección de Antonio Reina Gómez. Sevilla.
- 1838. Torero. Gabinete de Dibujos, Estampas y Fotografías del Museo del Prado.
- 1838. Garrochista. Gabinete de Dibujos, Estampas y Fotografías del Museo del Prado.
- Fecha desconocida. Richard Ford vestido de majo. Colección de Brinsley Ford. Londres.
- Fecha desconocida. Bandido con trabuco.
- Fecha desconocida. Una bailaora.

### Ilustraciones
Realizó las siguientes ilustraciones.
| - 12 ilustraciones para la obra Costumes espagnoles. Editada en París. - Señoras andaluzas. - Montes. - Contrabandista andaluz. - Miqueletes. - Buñoleros andaluces. - Picador. - El bolero. - Contrabandista rondeño. - Los tocadores de guitarra. - La cachucha. - La cita. - Majos de feria. | - 11 ilustraciones para la obra Costumes historiques de ville ou de théâtre et travestissements. Editada en París. - Bolero. - Bolera. - Sérènade. - Maja en promenade. - Taurero capeador. - Taurero 1ª espada. - Maja a l'eglise. - Majo. - Manola. - Taureador. - Paysan et contrabandier. - Cordelier de l'Ordre de de St. François. |

| - 12 ilustraciones para The andalusian annual of 1837 (1836). Editada en Londres. - The matador. - Doña Mariana Quintana. - The bandit. - The bandit. - The andalusian maid. - The andalusian peasant. - The betrothed. - Going to the Feria. - The contrabandist. - La hermosa Rafaella. - Matilde Díez. - La rosa. - Vista de la catedral de Sevilla desde el patio de los Naranjos. En la obra La lira andaluza. Colección de poesías contemporáneas por Manuel Tenorio (1838). Editada en Sevilla. | - 3 ilustraciones para Álbum sevillano. Colección de vistas y de trajes de costumbres andaluzas (1838). Editada en Sevilla. - Señora con saya y mantilla. - Un majo de feria. - No oye V. que no. Para esta obra también realizó La cita, que finalmente no fue incluida. Se encuentra en el Museo del Romanticismo de Madrid. - 5 ilustraciones para La España artística y monumental. Vistas y descripciones de los sitios y monumentos más notables de España (tres tomos; 1842, 1844 y 1850). Las ilustraciones de José Domínguez Bécquer están en el tomo I. Editada en París. - El viático en Sevilla. - Los ladrones en una venta. - La Feria de Mayrena. - Un baile en Triana. - La misa. |

### Cuadros
Realizó los siguientes lienzos:
- 1834. Retrato de caballero. Sevilla. Colección particular.
- 1836. Retrato de un caballero. Sevilla. Colección particular.
- 1836. La Giralda desde placentines. Sevilla. Colección particular.
- 1837. Los calentitos. Madrid. Colección particular.
- 1838. Julian Williams. Sevilla. Colección particular.
- 1839. Santa Juliana Falconieri. Córdoba. Colección particular.
- 1839. Escribano de portal. Madrid. Colección particular.
- 1839. Zapatero de portal. Madrid. Colección particular.

En fecha desconocida:
- La Cruz de Mayo. Sevilla. Colección particular.
- La messe [La misa]. Colección de Frank H. Standish.
- Un bâpteme [El bautizo]. Colección de Frank H. Standish.
- Un marriage [Una boda]. Colección de Frank H. Standish.
- Aumône fait par des moines [Limosna dada por unos monjes]. Colección de Frank H. Standish.
- Une foire [La feria]. Colección de Frank H. Standish.
- Une fête [Una fiesta]. Colección de Frank H. Standish.
- La balançoire [El columpio]. Colección de Frank H. Standish.
- La cachucha. Colección de Frank H. Standish.
- Aveugle mediant [El ciego mendigo]. Colección de Frank H. Standish.
- Espagnol en manteau [Español con manta o capa]. Colección de Frank H. Standish.
- Maja y celestina. Sevilla. Colección de Antonio Plata.
- Las lavanderas. Madrid. Colección particular.
- La buñolera. Madrid. Colección particular.
- La Giralda vista desde la calle Placentines. Museo Thyssen-Bornemisza. Madrid.
- Episodio histórico. Sevilla. Colección particular.
- Ciego de la copla. Madrid. Colección particular.
- Retrato de Joaquina Bastida y Vargas. Museo de Bellas Artes de Sevilla.
- Escena con majos en la calle. Barcelona. Colección particular.
- Escena en la calle. Barcelona. En establecimiento privado.
- Escena en la taberna. Barcelona. En establecimiento privado.